# Championnat de Bulgarie féminin de hockey sur glace
Le Championnat de Bulgarie de hockey sur glace féminin est la plus haute ligue de hockey sur glace en Bulgarie féminine.

## Équipes 2008
- Ledeni iskri
- HK Slavia Sofia

## Palmarès
- 2008: HK Slavia Sofia